# Châu Ổ
Châu Ổ là thị trấn huyện lỵ của huyện Bình Sơn, tỉnh Quảng Ngãi, Việt Nam.

## Địa lý
Thị trấn Châu Ổ nằm ở trung tâm huyện Bình Sơn, có vị trí địa lý:
- Phía đông giáp xã Bình Phước
- Phía tây giáp xã Bình Trung
- Phía nam giáp xã Bình Long
- Phía bắc giáp xã Bình Dương.

Thị trấn Châu Ổ có diện tích 8,20 km², dân số năm 2019 là 13.027 người, mật độ dân số đạt 1.589 người/km².

## Lịch sử
Phần lớn địa bàn thị trấn Châu Ổ hiện nay trước đây vốn là xã Bình Thới thuộc huyện Bình Sơn.
Ngày 19 tháng 2 năm 1986, Hội đồng Bộ trưởng ban hành Quyết định số 15-HĐBT. Theo đó, thành lập thị trấn Châu Ổ, thị trấn huyện lỵ huyện Bình Sơn trên cơ sở toàn bộ 56,5 ha diện tích và 628 người thuộc thôn Long Xuân của xã Bình Long; 60,7 ha diện tích với 3.477 người của xã Bình Thới; 35 ha diện tích với 930 nhân khẩu của xã Bình Trung và 1.286 người là cán bộ công nhân viên của các cơ quan, đơn vị trực thuộc huyện đóng tại thị trấn.
Sau khi thành lập, thị trấn Châu Ổ có 152,2 ha diện tích tự nhiên và 6.375 người.
Ngày 1 tháng 12 năm 2003, Chính phủ ban hành Nghị định số 145/2003/NĐ-CP. Theo đó, điều chỉnh 52,37 ha diện tích tự nhiên và 1.041 nhân khẩu của xã Bình Trung, 20,43 ha diện tích tự nhiên và 502 nhân khẩu của xã Bình Thới về thị trấn Châu Ổ quản lý.
Sau khi điều chỉnh, thị trấn Châu ổ có 235,80 ha diện tích tự nhiên và 8.732 nhân khẩu.
Đến năm 2019, thị trấn Châu Ổ có diện tích 2,53 km², dân số là 9.142 người, mật độ dân số đạt 3.613 người/km², có 6 tổ dân phố, đánh số từ 1 đến 6. Xã Bình Thới có diện tích 5,67 km², dân số là 3.885 người, mật độ dân số đạt 685 người/km², có 2 thôn: An Châu, Giao Thủy.
Ngày 10 tháng 1 năm 2020, Ủy ban Thường vụ Quốc hội ban hành Nghị quyết số 867/NQ-UBTVQH14 về việc sắp xếp các đơn vị hành chính cấp huyện, cấp xã thuộc tỉnh Quảng Ngãi (nghị quyết có hiệu lực từ ngày 1 tháng 2 năm 2020). Theo đó, sáp nhập toàn bộ diện tích và dân số của xã Bình Thới vào thị trấn Châu Ổ.

## Hình ảnh

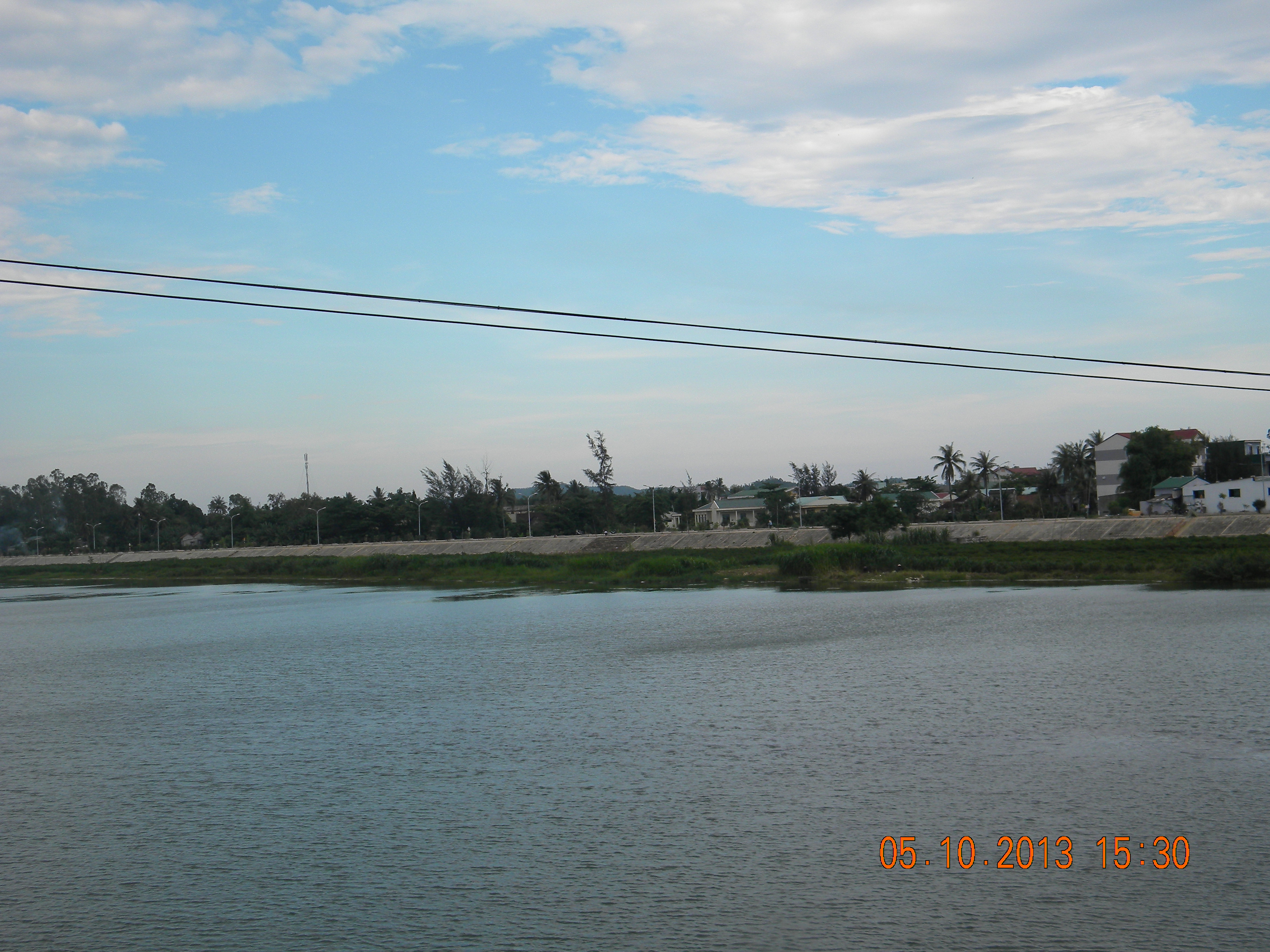
Bờ kè thị trấn Châu Ổ Năm 2013